# المجزرة الهندية في 1622
وقعت المجزرة الهندية في 1622، المعروفة شعبيًا باسم مجزرة جيمستاون، في مستعمرة فرجينيا الإنجليزية ضمن ما يعرف اليوم بالولايات المتحدة، في 22 مارس 1622. على الرغم من أن جون سميث لم يكن في فرجينيا منذ 1609 ولم يشهد الأحداث، ذكر في كتابه تاريخ فرجينيا أن محاربي قبيلة باوهاتان «جاؤوا غير مسلحين إلى منازلنا ومعهم غزلان وديوك رومية وسمك وفواكه ومؤن أخرى ليبيعونا إياها». التقط عندها الباوهاتان الأدوات والأسلحة المتوفرة وقتلوا جميع المستوطنين الإنجليز الذين عثروا عليهم، بمن فيهم الرجال والنساء والأطفال من كل الأعمار. قاد الزعيم أوبيتشانكانو كونفدرالية باوهاتان لتنفيذ سلسلة منسقة من الهجمات المفاجئة؛ قتلوا ما مجموعه 347 شخصًا، أي ما يعادل ربع سكان مستعمرة فرجينيا.
كانت جيمستاون، التي تأسست في 1607، موقع أول مستوطنة إنجليزية ناجحة في أمريكا الشمالية وعاصمة مستعمرة فرجينيا. سمح اقتصادها القائم على التبغ بالتوسع المستمر والاستيلاء على أراضي باوهاتان، ما حرض الباوهاتان على المقاومة والدفاع عن الأرض.

## الخلفية
كان السكان الأصليون سعداء بتبادل المؤن مع المستعمرين مقابل الأدوات المعدنية، لكن مع حلول 1609، بدأ الحاكم الإنجليزي جون سميث بإرسال مجموعات غزو للمطالبة بالطعام. أعطى ذلك المستعمرين سمعة سيئة بين الأمريكيين الأصليين وعجل بالصراع. عزل المستعمرون الإنجليز الأمريكيين الأصليين وحرقوا منازلهم وسرقوا مؤن الطعام. زاد العنف الإنجليزي من نفور السكان الأصليين الذين حاصروا حصن جيمستاون لعدة أشهر. مات الكثير من المستعمرين خلال «زمن الجوع» في 1609-1610 نظرًا لعدم قدرتهم على تأمين المزيد من الإمدادات الغذائية.
شغل بقاء المستعمرة اهتمام شركة لندن. وجبت على المستعمرين المحافظة على علاقات متحضرة مع الباوهاتان من أجل المصلحة العليا لإنجلترا. وأدرك الباوهاتان والإنجليز أن بإمكانهم الاستفادة من بعضهم البعض من خلال التجارة بمجرد استعادة السلام. طلب الزعيم من المستعمرين تزويده بالفؤوس المعدنية والنحاس مقابل الطعام. وبخلاف جون سميث، قامت أفعال القادة الأوائل لفرجينيا، مثل دوماس ديل وتوماس غيتس، على تفكير مختلف. إذ كانوا رجالًا عسكريين واعتبروا أن كونفدرالية باوهاتان تشكل «مشكلة عسكرية».

استنتج شعب باوهاتان في نهاية الأمر أن الإنجليز لم يستوطنوا جيمستاون بغية التجارة بل من أجل الاستيلاء على الأرض. يظهر ذلك في ما قاله الزعيم باوهاتان:
حرب الأنجلو-بوهاتان الأولى
في 1610، أمرت شركة لندن غيتس، الحاكم الاستعماري المعين حديثًا، بتنصير السكان الأصليين واستيعابهم في المستعمرة. قيل لغيتس بخصوص الزعيم باوهاتان: «إذا لم تجد أن من الأفضل أن تجعله سجينك، فعليك أن تجعله خاضعًا لك، ويجب على جميع الزعماء التابعين له أن يعترفوا بعدم وجود سيد سوى الملك جيمس».
عندما وصل غيتس إلى جيمستاون، قرر إخلاء المستوطنة لأنه رأى أن خطة الحكومة غير مجدية. وبينما كان المستعمرون يبحرون في نهر جيمس نحو البحر المفتوح، قابلهم أسطول توماس ويست، وهو بارون  دي لا وار الثالت، قبالة جزيرة ملبري. بعد توليه القيادة بصفة الحاكم، أمر دي لا وار بإعادة احتلال الحصن. وخطط لغزو القبائل المحيطة.